# Gabrovo, Kărdjali
Gabrovo (în bulgară Габрово) este un sat în comuna Cernoocene, regiunea Kărdjali,  Bulgaria. 

## Demografie
Componența etnică a satului Gabrovo
     Turci (96,96%)
     Nicio identificare (2,12%)
     Altele (0,91%)
La recensământul din 2011, populația satului Gabrovo era de 658 locuitori. Din punct de vedere etnic, majoritatea locuitorilor (96,96%) erau turci. Pentru 2,12% din locuitori nu este cunoscută apartenența etnică.